# Gynoplistia (Gynoplistia) exornata
Gynoplistia (Gynoplistia) exornata is een tweevleugelige uit de familie steltmuggen (Limoniidae). De soort komt voor in het Australaziatisch gebied.